# Siemkowice
Siemkowice (deutsch Siemkowice, 1943–1945 Saatgrund) ist ein Dorf und Sitz der gleichnamigen Landgemeinde im Powiat Pajęczański der Woiwodschaft Łódź in Polen.

## Gemeinde
Zur Landgemeinde Siemkowice gehören 18 Dörfer mit 15 Schulzenämtern sowie kleinere Orte.

## Verkehr
Im östlich gelegenen Bahnhof Chorzew Siemkowice endet die Bahnstrecke Wyczerpy–Chorzew Siemkowice an der Bahnstrecke Chorzów–Tczew. Er liegt auf dem Gebiet der Gmina Kiełczygłów.

## Persönlichkeiten
- Robert Warzycha (* 1963), Fußballtrainer und -spieler